# Љанос
Љанос (шп. llanos — равница) је тип високотравнатих савана на северу и североистоку Јужне Америке, тачније у сливу реке Ориноко. Ориноко је формира границу између Колумбије и Венецуеле, и она је главни речни систем Венецуеле. Представљени су густим травнатим покривачем и појединачним групама дрвећа. Јављају се у Колумбији и већим делом у Венецуели.

## Географија
Љаноси се налазе између Карипских Анда на северу и Гвајанске висије и реке Гвавијара на југу. Западна граница низије су Северни Кордиљери, док је на истоку Атлантски океан. Дужина низије је око 1.400 километара, а ширина у просеку око 400 километара. Љанос представља синклиналу спуштену током палеозоика и испуњену мезозојским и квартарним акумулацијама. У рељефу је изражено неколико ерозивних нивоа — до 100 метара надморске висине усечена је долина Оринока и притока, на северу се уздижу изоловани делови висине 200-300 метара који се називају „меса“, док у подгорини Анда доминирају платои познати под именом „пиједмонт“.
Љаноси се на основу грађе и облика рељефа може поделити на Ниски љанос (llanos bahos) и Високи љанос (llanos altos). Ниски љанос најчешће познат као „естерос“ има надморску висину до 200 метара. Обухвата просторе у западном делу низије између река Гварико, Апура и Мета. Високи љанос - „меса“ налази се у источном делу и одликује га висина између 200-500 метара. Меса је изграђена од пешчара и богата је нафтом.
Клима низије Оринока је влажно-тропска. Температура се креће у распону од 25-28 °C током целе године. Падавине су сезонски распоређене, па се тако током лета под утицајем пасата излучи 90% укупног талога, што је око 900 милиметара. Кишни период траје три месеца на северу, до 5 месеци на југу, ближе екватору. У току зиме над љаносима дува сув североисточни пасат, што овим пределима доноси време без падавина.
Главна река ове низије је Ориноко са дужином од 2.740 километара, широка једна километара, а током поводња до три. Њена специфичност лежи у горњем делу тока где се притока Касикијара одводњава у два слива, ка Ориноку и ка Рио Негру. У овом делу тока Ориноко је брза река са бројним брзацима и слаповима. Најважније притоке које секу низију на западу су Апура, Мета, Гвавијара, а најбитнија десна је Карони.
Вегетација овог простора је типично саванска — високе траве које се формирају и развијају од априла до новембра, док се од децембра до априла суше и жуте. а предео добија карактер полупустиње у вегетацијском смислу. У делти Оринока развијене су кишне шуме. Мочваре су честе уз речне токове, где су развијене и галеријске шуме. Типични представници фауне су пума, јагуар, тапир и термити.

## Становништво и привреда
Пре европске колонизације просторе љаноса насељавали су јужноамерички Индијанци из племена Кариби, Араваки и Чипчи. Током шеснаестог века овде продиру немачки истраживачи у потрази за митским Ел Дорадом. Касније регију настањују и колонизију Шпанци. Низија Оринока је изузетно ретко насељена са просеком од 4-5 становника по километру квадратном. Сушни период, праћен високим температурама и недостатком воде, као и поплаве у нижим пределима током влажног доба године, неповољно су утицали на формирање насеља. У узаним просторима уз реке заштићених од поводња живе Араваки и Прочи. Најјужније насеље љаноса је Пуерто Ајакучо у Венецуели, основано 1924. године и има око 42.000 становника. У северном делу захваљујући природним ресурсима развила су се већа насеља попут градова Сијудад Гвајана (880.000 становника), затим Сијудад Боливар и Сан Фернандо. Треба поменути и мање градове Матурин и Тукупита у делти Оринока.
Становништво љаноса се претежно бави ловом, риболовом и зељморадњом. Узгајају се кукуруз, маниока, пиринач, памук и шећерна трска. У саванским пределима заступљено је сточарство, које има велики значај. Перспективна су налазишта нафте око реке Апура, на северозападу низије (Ел Тигре, Матурин) и у делти Оринока. Боксита и гвожђа има у подгорини Гвајанске висије. На бази поменутих сировина развиле су се петрохемија, хемијска индустрија и металургија (црна и обојена), нарочито у околини градова Сијудад Боливар и Сијудад Гвајана.

## Екологија
Током кишне сезоне од маја до октобра, делови Љаноса могу да буду поплављени до једног метра дубине. Ово претвара шуме и травњаке у привремену мочвару, упоредиву са Пантаналом у централној Јужној Америци. Ова поплава такође чини подручје јединственим за његове дивље животиње. Подручје подржава око 70 врста водених птица, укључујући и црвени ибис. Велики део дистрибуције белобрадатог муваричара налази се у Љаносу.
Поплаве су учиниле ово подручје неприкладним за већину пољопривредних активности пре доласка модерне технологије индустријског узгоја. Стога је током шпанске колонијалне ере примарна економска активност овог подручја била узгој стада са милионима глава стоке. Један акварел 1856. године Мануела Марија Паза приказује ретко насељене отворене пашњаке са стоком и палмама. Термин љанеро (становник равнице) постао је синониман са власницима стада крава који су се бринули о крдима, и имали су неке културне сличности са гаучима из Пампе или каубојима шпанског и мексичког Тексаса.

## Реке и мочваре Лос Љаноса, Венецуела
У влажној сезони већина Лланоса је поплављена, те се кроз ову област путује бродом низ бројне привремене и сталне водене путеве.
- Река Гуаратико у близини Мантекала, Лос Љанос, Венецуела
- Кајмен на река Гуаратико.
- Туристички метални бонго на реци Гуаратико, Венецуела.
- Туристички метални бонго на реци Гуаратико, Лос Љанос у близини Монтекала у Венецуели.
- Љанос, Венецуела.
- Равни наизглед бескрајни Љанос, Венецуела.
- Равни наизглед бескрајни Љанос, Венецуела.
- Влажна сезона у Љаносу, Венецуела.
- Влажна сезона у Љаносу, Венецуела.
- Залазак сунца у Љаносу, Венецуела.
- Грмљавина над Љаносом, Венецуела.